# The First Ten Years
The First Ten Years – seria 10 płyt i podwójnych singli brytyjskiego zespołu heavymetalowego Iron Maiden. Wydawnictwo to, zostało rozpowszechnione pomiędzy 24 lutego a 28 kwietnia 1990 roku.

## The First Ten Years część I
1. "Running Free" (Paul Di’Anno, Steve Harris)
2. "Burning Ambition" (Harris)
3. "Sanctuary" (Iron Maiden)
4. "Drifter (live)" (Harris)
5. "I Got the Fire (live)" (Ronnie Montrose)
6. "Listen With Nicko! Part I" (Nicko McBrain)

## The First Ten Years część II
1. "Women in Uniform" (Greg Macainsh)
2. "Invasion" (Harris)
3. "Phantom of the Opera (live)" (Harris)
4. "Twilight Zone" (Harris, Dave Murray)
5. "Wrathchild" (Harris)
6. "Listen With Nicko! Part II" (McBrain)

## The First Ten Years część III
1. "Purgatory" (Harris)
2. "Genghis Khan" (Harris)
3. "Running Free" (live at The Kosei Nenkin Hall, Nagoya, Japan 5-23-81) (Harris, Di’Anno)
4. "Remember Tomorrow" (live at The Kosei Nenkin Hall, Nagoya, Japan 5-23-81) (Harris, Di’Anno)
5. "Killers" (live at The Kosei Nenkin Hall, Nagoya, Japan 5-23-81) (Harris, Di’Anno)
6. "Innocent Exile" (live at The Kosei Nenkin Hall, Nagoya, Japan 5-23-81) (Harris)
7. "Listen With Nicko! Part III" (McBrain)

## The First Ten Years część IV
1. "Run to the Hills" (Harris)
2. "Total Eclipse" (Harris, Murray, Clive Burr)
3. "The Number of the Beast" (Harris)
4. "Remember Tomorrow (live)" (Harris, Di’Anno)
5. "Listen With Nicko! Part IV" (McBrain)

## The First Ten Years część V
1. "Flight of Icarus" (Adrian Smith, Bruce Dickinson)
2. "I've Got The Fire" (Montrose)
3. "The Trooper" (Harris)
4. "Cross-Eyed Mary" (Ian Anderson)
5. "Listen With Nicko! Part V" (McBrain)

## The First Ten Years część VI
1. "2 Minutes to Midnight" (Smith, Dickinson)
2. "Rainbow’s Gold" (Slesser, Mountain)
3. "Mission From 'Arry" (Harris, McBrain)
4. "Aces High" (Harris)
5. "King of Twilight" (Nektar)
6. "The Number of the Beast (live)" (Harris)
7. "Listen With Nicko! Part VI" (McBrain)

## The First Ten Years część VII
1. "Running Free (live)" (Harris)
2. "Sanctuary (live)" (Iron Maiden)
3. "Murders In The Rue Morgue (live)" (Harris)
4. "Run to the Hills (live)" (Harris)
5. "Phantom of the Opera (live)" (Harris)
6. "Losfer Words (Big 'Orra) (live)" (Harris)
7. "Listen With Nicko! Part VII" (McBrain)

## The First Ten Years część VIII
1. "Wasted Years" (Smith)
2. "Reach Out" (Dave Colwell)
3. "Sheriff Of Huddersfield" (Iron Maiden)
4. "Stranger in a Strange Land" (Smith)
5. "That Girl" (Andy Barnett, Goldsworth, Jupp)
6. "Juanita" (Steve Barnacle, Derek O’Neil)
7. "Listen With Nicko! Part VIII" (McBrain)

## The First Ten Years część IX
1. "Can I Play with Madness" (Smith, Dickinson, Harris)
2. "Black Bart Blues" (Harris, Dickinson)
3. "Massacre" (Phil Lynott, Scott Gorham, Brian Downey)
4. "The Evil That Men Do" (Smith, Dickinson, Harris)
5. "Prowler 88" (Harris)
6. "Charlotte the Harlot 88" (Murray)
7. "Listen With Nicko! Part IX" (McBrain)

## The First Ten Years część X
1. "The Clairvoyant (live)" (Harris)
2. "The Prisoner (live)" (Smith, Harris)
3. "Heaven Can Wait (live)" (Harris)
4. "Infinite Dreams (live)" (Harris)
5. "Killers (live)" (Di’Anno, Harris)
6. "Still Life (live)" (Murray, Harris)
7. "Listen With Nicko! Part X" (McBrain)

## Pozycje na listach
| Single                                                                         | Chart (1990)        | POZYCJA |
| ------------------------------------------------------------------------------ | ------------------- | ------- |
| "Running Free / Sanctuary" - Opublikowany: 24 lutego 1990                      | Irish Singles Chart | 23      |
| "Running Free / Sanctuary" - Opublikowany: 24 lutego 1990                      | UK Albums Chart     | 10      |
| "Women in Uniform / Twilight Zone" - Opublikowany: Luty 1990                   | UK Albums Chart     | 10      |
| "Purgatory / Maiden Japan" - Opublikowany: Marzec 1990                         | UK Albums Chart     | 5       |
| "Run to the Hills / The Number of the Beast" - Opublikowany: Marzec 1990       | UK Albums Chart     | 3       |
| "Flight of Icarus / The Trooper" - Opublikowany: Marzec 1990                   | UK Albums Chart     | 7       |
| "2 Minutes to Midnight / Aces High" - Opublikowany: Marzec 1990                | UK Albums Chart     | 11      |
| "Running Free (live) / Run to the Hills (live)" - Opublikowany: Marzec 1990    | UK Albums Chart     | 9       |
| "Wasted Years / Stranger in a Strange Land" - Opublikowany: Kwiecień1990       | UK Albums Chart     | 9       |
| "Can I Play with Madness / The Evil That Men Do" - Opublikowany: Kwiecień 1990 | UK Albums Chart     | 10      |
| "The Clairvoyant / Infinite Dreams" - Opublikowany: Kwiecień 1990              | UK Albums Chart     | 11      |